# Comunas do Mali
Uma Comuna é uma unidade administrativa de quarto nível no Mali. Mali é dividido em oito regiões e um distrito capital (Bamako). Estas subdivisões têm o nome de sua cidade principal. As regiões são divididas em 50 Cercles. Os Cercles e os distritos estão divididos em 703 comunas, com 19 comunas urbanas e 684 comunas rurais, enquanto alguns Cercles maiores ainda contêm Arrondissements acima do nível da Comuna, existe organização, sem nenhum poder independente ou escritório. Comunas rurais são subdivididas em aldeias, comunas urbanas, enquanto são subdivididas em Quatriers (enfermarias ou quartos). Comunas geralmente levam o nome de sua cidade principal.
Nem toda área construída (o que poderia ser descrito como uma cidade) é uma comuna, e nem toda Comuna (Comunas Rural especial) contém uma grande cidade. Na maioria dos casos em que vilas e Comunas coincidem, Comuna de fronteiras ultrapassam áreas construídas e são, como as Comunas da França uma estrutura administrativa que foram baseadas no período colonial. Ao contrário comunas francesas, elas não são o nível mais baixo na estrutura administrativa da nação.
Legalmente, a estrutura da Comuna foi criada pela Lei de 4 de novembro de 1996 no 96- 059/AN-RM de 4 de novembro de 1996. Embora agora depreciadas, as comunas geralmente mantêm os mesmos limites que as antigas arrondissements., estendendo-se muito para além da cidade de Bafoulabé, a sua sede (chef-lieu). Bafoulabé é também a sede da maior Comuna Rural Rural Commune, são subdivididas em aldeias, em contraste com as menores Urban Commune, divididas em Quarters urbanos. Assuntos comunais são dirigidos por um Conselho Comunal (conseil communal) dos membros eleitos e um executivo da Comuna (bureau communal) do prefeito eleito e de três ajudantes. O executivo é encarregado de executar as diretrizes votadas pelo Conselho. As políticas nacionais são realizadas por um Sub-Prefeito (sous préfet), que também cumpre algumas das diretivas do Conselho sobre as armas locais ou organismos nacionais.